# إيفان رايتشيتش
إيفان رايتشيتش (بالكرواتية:Ivan Rajčić) (مواليد 16 أبريل 1981 في سبليت - يوغوسلافيا) لاعب كرة قدم كرواتي يلعب حاليا لصالح نادي الدرجة الأولى باري الإيطالي منذ 2005 في مركز الوسط المدافع .